# Maksim Safarian
Maksim Bałasanowicz Safarian (ros. Максим Баласанович Сафарян; ur. 4 marca 1981) – rosyjski zapaśnik startujący w stylu klasycznym. Pierwszy w Pucharze Świata w 2017, a drugi w 2015 i dziesiąty w 2010. Trzeci na mistrzostwach Rosji w 2009, 2012 i 2015 roku